# Pegomastax
Pegomastax is een geslacht van plantenetende ornithischische dinosauriërs, behorend tot de groep van de Genasauria, dat tijdens het vroege Jura leefde in het gebied van het huidige Zuid-Afrika. De enige benoemde soort is Pegomastax africana.

## Vondst en naamgeving
In 1966 en 1967 werden er onder leiding van Alfred Crompton paleontologische expedities uitgevoerd in Transkei, georganiseerd door Yale University, het British Museum of Natural History en de University of London. Daarbij werden bij Voyizane de resten gevonden van een kleine dinosauriër die werden geprepareerd in de Harvard-universiteit, het instituut waaraan Crompton toen verbonden was. In 1983 herkende Paul Sereno deze als een nieuwe soort. In 2012 publiceerde Sereno een uitgebreide verhandeling over de Heterodontosauridae en hij besloot de nieuwe soort daarin te benoemen en beschrijven als Pegomastax africanus. De geslachtsnaam is afgeleid van het Oudgriekse πηγός, pègos, "solide", "sterk", en μάσταξ, mastax, "kaak", "kauwapparaat", een verwijzing naar de robuuste onderkaken. De soortaanduiding verwijst naar de herkomst uit Afrika. Aangezien mastax vrouwelijk is, moest de soortaanduiding verplicht "africana" luiden. Dit werd door Sereno binnen een week geëmendeerd, een voordeel van het feit dat hij in een elektronisch tijdschrift publiceerde.

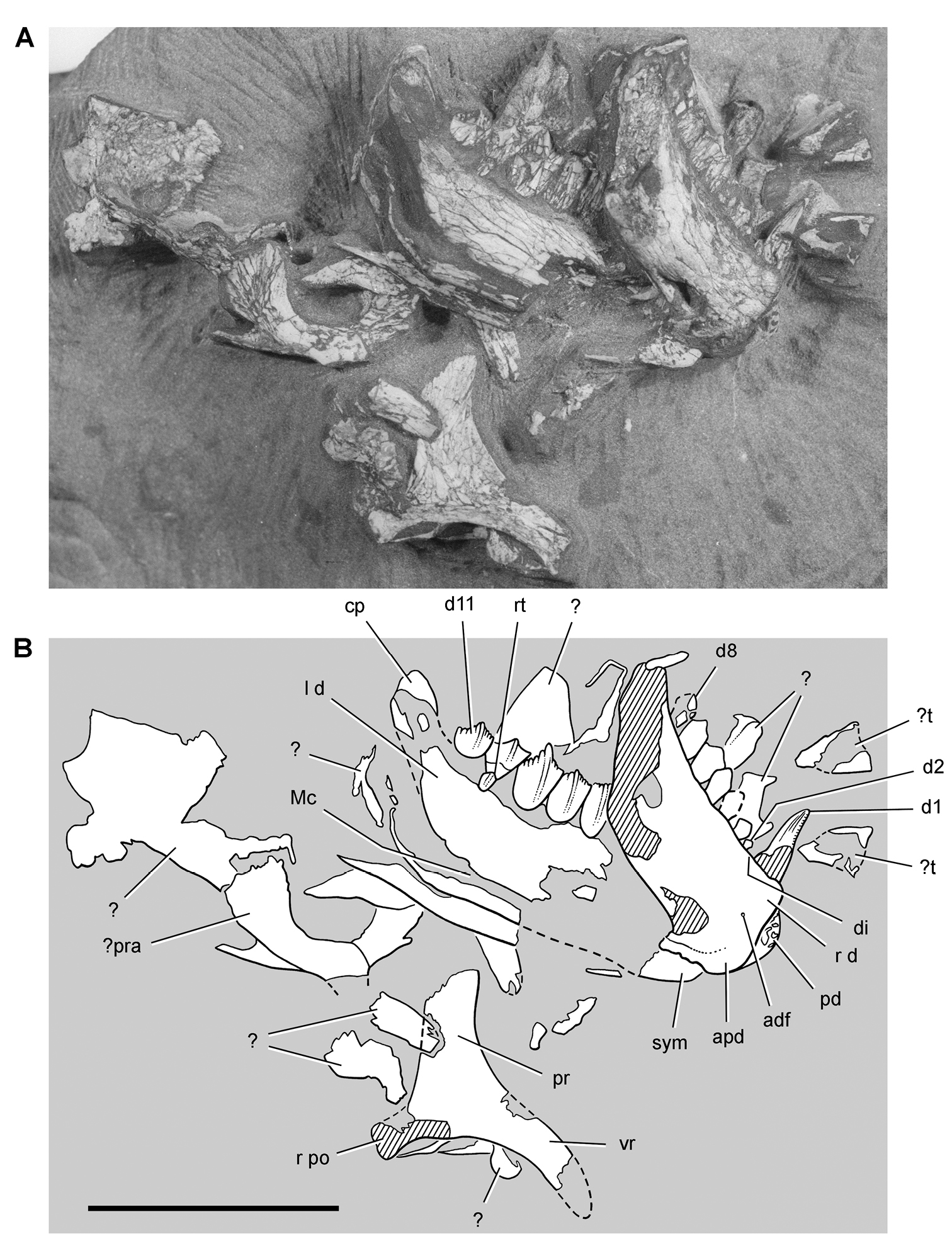
Foto en schema van SAM-PK-K10488

Het holotype, SAM-PK-K10488, is gevonden in een laag van de bovenste Elliotformatie die dateert uit het Hettangien-Sinemurien, ongeveer 195 miljoen jaar oud. Het bestaat uit een gedeeltelijke schedel met onderkaken. Het fossiel is niet volledig uit het moedergesteente vrijgemaakt. Op dit moment zijn alleen een postorbitale, de twee dentaria van de onderkaken en een predentarium blootgelegd. Het specimen maakt tegenwoordig deel uit van de collectie van het South African Museum te Kaapstad.

## Beschrijving

### Algemene bouw, grootte en onderscheidende kenmerken
Pegomastax is een kleine tweevoetige planteneter met een lichaamslengte van minder dan een meter en een gewicht minder dan één kilogram. De schedel is naar schatting zeven tot acht centimeter lang, wat een lichaamslengte van slechts zestig centimeter suggereert, maar de extrapolatie is onzeker omdat de kop van Pegomastax relatief gedrongen is. Sereno beklemtoonde dat de Heterodontosauridae een lichaamsbedekking van haren of wellicht primitieve veren bezaten en hij liet Pegomastax door paleontologisch illustrator Todd Marshall afbeelden met een vrij stekelige vacht. Het dier zou zo volgens hem de indruk gemaakt hebben van een "tweevoetig stekelvarken" dat door het struikgewas struinde.
Sereno stelde vier onderscheidende kenmerken vast. Het wigvormige predentarium is hoog waardoor het bovenvlak slechts 70% van de lengte van de onderste voorkant heeft. Het bovenvlak van het predentarium helt onder een hoek van 45° naar voren en beneden. De dentaire tanden achter de voorste hoektandvormige tand hebben een hoofdrichel die naar voren kromt vanaf de hoogste vertanding naar de voorste basis van de tandkroon. Het spits van de tandkroon draagt een opvallende vertanding aan de zijden waarvan beide snijranden, bezet met kleinere kartelingen, wat bol naar beneden buigen.

### Skelet

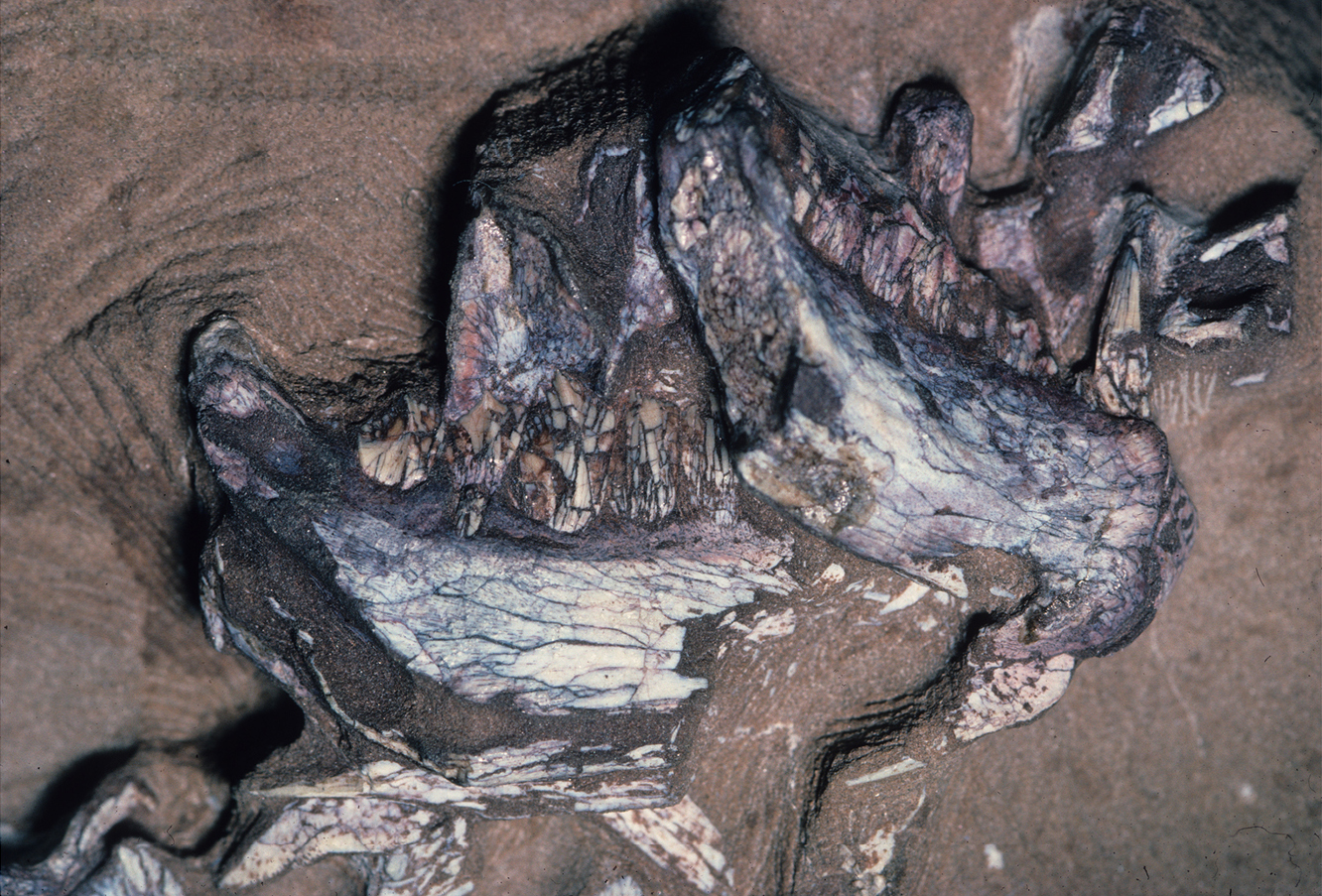
De onderkaken van achteren bezien

Van het postorbitale is de achterste tak vrij hoog. De gebogen onderste tak vormt de achterrand van de oogkas.
Het predentarium, de beenkern van de ondersnavel, is nogal kort en wigvormig. Dat het bovenvlak ervan kort is, betekent dat de punt van de snavel toch vrij hoog staat. Volgens Sereno gaf dit de snavel een papegaaiachtig uiterlijk, wellicht een specialisatie in het afbijten van een bepaald voedsel, bijvoorbeeld zaden, die volgens Sereno daarbij als verdedigingsmiddel gebruikt kan zijn. Aan de achterkant heeft het predentarium zadelvormige raakvlakken met beide dentaria. Het voorste gedeelte van het dentarium steekt boven dit raakvlak uit en ook boven zijn eigen achterste tak. Het dentarium is aldus vrij hoog met een derde van de lengte van de tandrij die zevenentwintig millimeter bedraagt. De achterkant van de op zich ook al hoge tak loopt naar achteren onder een hoek van 45° naar boven uit in een tongvormige processus coronoides. De bovenrand van het dentarium toont geen rij kleine voedingskanalen, foramina, voor de vervangingstanden, die echter wel aanwezig zijn.

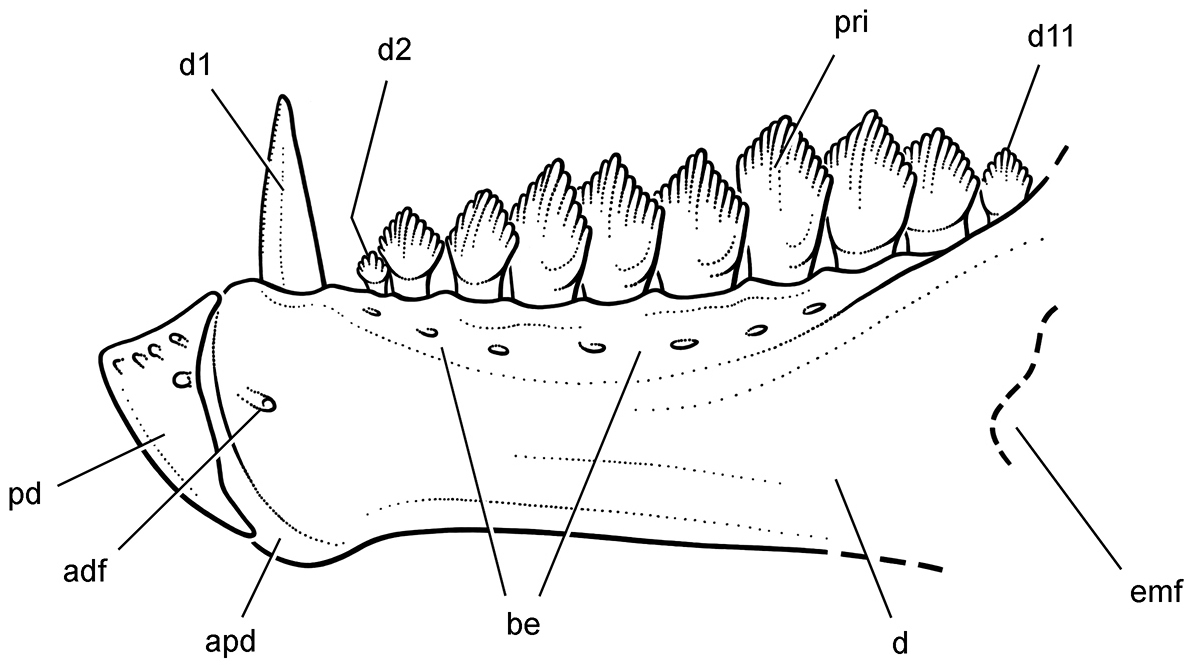
Schema van de onderkaak

Het dentarium draagt vermoedelijk elf tanden. De voorste is caniniform: in vorm gelijkend op de hoektand van zoogdieren. Deze tand, de langste in de kaak, heeft twee rechte snijranden, de voorste met kartelingen. Dat de achterrand recht is en niet gebogen, is een uitzondering binnen de heterodontosauriden. Tussen de voorste tand en de tweede dentaire tand bevindt zich een groot diasteem of gaping. De tweede dentaire tand is erg klein; de tandgrootte neemt toe tot met de achtste tand. De elfde tand is weer plots een stuk kleiner. De tweede tot en met elfde tand hebben alle een ruitvormige afgeplatte kroon met een insnoering nabij de tandbasis. De kronen overlappen elkaar waarbij de achterranden over de voorranden van de achterliggende tanden geschoven zijn. De kroon is licht asymmetrisch waarbij de achterste snijrand wat langer is en wat lager reikt. De binnenzijde van de kronen is zwaar afgesleten doordat ze occludeerden met de buitenzijde van de maxillaire tanden van de bovenkaak die dus in die van de onderkaak pasten. De buitenzijde van de dentaire tanden toont een dunne emaillaag. Door de slijtage zijn veel kartelingen van de snijranden verdwenen. De vijfde tand toont nog een achterrand met zes of zeven vertandingen, of denticula, onder de kroonpunt. De bovenste vertandingen zijn niet uitzonderlijk groot. De buitenzijde van de tand toont een hoofdrichel die bovenaan vervloeit met de tandpunt, die zelf de vorm heeft van een vertanding, de richel is bovenaan nog zo breed dat de randen ervan bij de grootste tanden uitlopen in kleine denticula; de lagere snijranden dragen dan aan beide zijden nog acht vertandingen.

## Fylogenie
Sereno plaatse Pegomastax in de Heterodontosauridae. De soort zou binnen een engere klade Heterodontosaurinae de zustersoort geweest zijn van Manidens.
De plaats van Pegomastax in de stamboom volgens de analyse van Sereno wordt getoond door het volgende kladogram:
|  | Echinodon  |
|  |            |
|  | Fruitadens |
|  |            |
|  | Tianyulong |
|  |            |

|  | \| \| Pegomastax \| \| \| \| \| \| Manidens \| \| \| \| |
|  |                                                         |
|  | Abrictosaurus                                           |
|  |                                                         |
|  | Heterodontosaurus                                       |
|  |                                                         |
|  | Pegomastax                                              |
|  |                                                         |
|  | Manidens                                                |
|  |                                                         |

|  | Pegomastax |
|  |            |
|  | Manidens   |
|  |            |

|  | \| \| Pegomastax \| \| \| \| \| \| Manidens \| \| \| \| |
|  |                                                         |
|  | Abrictosaurus                                           |
|  |                                                         |
|  | Heterodontosaurus                                       |
|  |                                                         |
|  | Pegomastax                                              |
|  |                                                         |
|  | Manidens                                                |
|  |                                                         |

|  | Pegomastax |
|  |            |
|  | Manidens   |
|  |            |

|  | Echinodon  |
|  |            |
|  | Fruitadens |
|  |            |
|  | Tianyulong |
|  |            |

|  | \| \| Pegomastax \| \| \| \| \| \| Manidens \| \| \| \| |
|  |                                                         |
|  | Abrictosaurus                                           |
|  |                                                         |
|  | Heterodontosaurus                                       |
|  |                                                         |
|  | Pegomastax                                              |
|  |                                                         |
|  | Manidens                                                |
|  |                                                         |

|  | Pegomastax |
|  |            |
|  | Manidens   |
|  |            |

|  | \| \| Pegomastax \| \| \| \| \| \| Manidens \| \| \| \| |
|  |                                                         |
|  | Abrictosaurus                                           |
|  |                                                         |
|  | Heterodontosaurus                                       |
|  |                                                         |
|  | Pegomastax                                              |
|  |                                                         |
|  | Manidens                                                |
|  |                                                         |

|  | Pegomastax |
|  |            |
|  | Manidens   |
|  |            |